# Doug Melnyk
Douglas Melnyk (London, Ontario, 1967. augusztus 9. –) kanadai profi jégkorongozó.

## Pályafutása
Komolyabb karrierjét a michigani Western Michigan University-n kezdte 1986-ban. Az egyetemi csapatban 1990-ig játszott. A National Hockey League-be hivatalos drafton nem választotta ki egyetlen csapat sem csak az akkor még létező supplemental drafton, amin az egyetemi játékosokat választották ki. Így az 1988-as NHL Supplemental Drafton a New York Islanders kiválasztotta őt a 21. helyen. Felnőtt pályafutását az ECHL-es Cincinnati Cyclonesban kezdte 1990 végén. A következő szezonban is itt kezdett, de 2 mérkőzésre felkerült az IHL-es Fort Wayne Kometsbe, végül az ECHL-es Richmond Renegadesből vonult vissza.